# 沃雷亞爾峰
62°11′S 58°18′W / 62.183°S 58.300°W
沃雷亞爾峰是南極洲的山峰，位於南設得蘭群島的喬治王島，處於阿德默勒爾蒂灣入口處東部，由讓-巴蒂斯特·夏古率領的法國探險隊命名。